# پاتریس لومومبا
پاتریس امری لومومبا (فرانسوی: Patrice Émery Lumumba‎؛ ۲ ژوئیهٔ ۱۹۲۵ – ۱۷ ژانویهٔ ۱۹۶۱) سیاست‌مدار و اولین نخست‌وزیر کشور جمهوری دموکراتیک کنگو بود.
وی رهبر استقلال کنگو از امپراتوری استعماری بلژیک است. لومومبا با مبارزه‌هایی که از جوانی آغاز کرد راه را برای استقلال زئیر از بلژیک فراهم کرد و دست بلژیکی‌ها را از منابع و بانک‌های کنگو کوتاه ساخت. ولی پس از مدتی (ده هفته حکومت به عنوان نخست‌وزیر) توسط رئیس‌جمهور وقت کنگو عزل شد و پس از آن متواری گشت. سرانجام سرهنگ موبوتو سسه سوکو و ژرار سوته مأمور نظامی بلژیک و همکارانش پس از قطعه‌قطعه کردن لومومبا و دو وزیر وفادارش آن‌ها را در اسید سولفوریک انداختند و بقایای پیکرشان را هم سوزاندند. در سال ۲۰۰۲، بلژیک رسماً به خاطر نقش خود در اعدام عذرخواهی کرد.

## از جوانی تا نخست‌وزیری
تنها دو سال پیش از اینکه لومومبا به عنوان رهبر جنبش ملی کنگو انتخاب شود کارمند ساده اداره پست بود و پس از آن به عنوان مبلغ دوره‌گرد در یک شرکت آبجوفروشی مشغول به کار شد. همین شغل مقدمات سفر وی را به نقاط مختلف کنگو و گفتگو با مردم این کشور فراهم ساخت. لومومبا در حد فاصل سال‌های ۱۹۵۶ تا ۱۹۶۰ دو بار به زندان افتاد؛ بار نخست به اتهام اختلاس که خودش معتقد بود، انگیزه سیاسی پشت آن بوده و بار دوم به علت فعالیت سیاسی برای استقلال کنگو از استعمار پادشاهی بلژیک بود.
تا پیش از آن روز یک آفریقایی هرگز جرئت نکرده بود که چنین حرف‌‌هایی را درباره اروپایی‌ها بزند.

پرتره رسمی پاتریس لومومبا

### سخنرانی روز استقلال: روز نخست کنگو، روز آخر لومومبا
مراسم روز استقلال کنگو از پادشاهی بلژیک روز ۳۰ ژوئن سال ۱۹۶۰ برگزار شد. لومومبا که حزب او در انتخابات پارلمانی برنده شده بود چند روز پیش از استقلال کنگو به عنوان نخست‌وزیر قانونی کنگو انتخاب شد. اما به خاطر موضع تند سیاسی‌اش نام او از فهرست سخنرانان مراسم روز استقلال حذف شد. با این حال پاتریس به توصیهٔ دوست و مشاورش، ژان ون لیرد که یک بلژیکی آزادی‌خواه بود پشت تریبون رفت و سخنرانی کرد.
برخلاف سخنرانان دیگر که استقلال را از الطاف پادشاهی بلژیک می‌دانستند، لومومبا در اظهاراتی جنجالی از ظلم و جور و چپاولی که در دوران مستعمره بودن کشورش بر مردم کنگو گذشته صحبت کرد.

## کابینه ۶۷ روزه و هرج و مرج
دولت پاتریس لومومبا در ۲۴ ژوئن ۱۹۶۰ آغاز به کار کرد. مخالفت‌های پی‌درپی نخست‌وزیر با مقامات بلژیکی به مجادله‌های مکرر بین او و مستشاران بلژیکی انجامید که همچنان بر استخراج و صادرات معادن سرشار استان کاتانگا در جنوب این کشور نظارت می‌کردند. استان کاتانگا از معادن غنی مس، اورانیوم و طلا برخوردار بود و سال‌ها قطب اصلی ثروت و درآمد پادشاهی بلژیک و تأمین‌کننده اورانیوم برای برنامه‌های اتمی واشینگتن بود. هم‌زمان سازمان‌یافته نبودن ارتش کنگو و دولت مرکزی به هرج و مرج در کنگو انجامید. در جنوب، یکی از دشمنان پاتریس به نام مویز چومبی، استان کاتانگا را مستقل از دولت کنگو اعلام کرد و خود را رئیس‌جمهور این بخش از کشور نامید.
نیروهای بلژیکی به ظاهر برای آرام کردن اوضاع وارد کنگو شدند اما در اصل از جدایی‌طلبان جنوب پشتیبانی کردند. سپس لومومبا تحت بازداشت خانگی قرار گرفت. اما گریخت و در دسامبر ۱۹۶۰ دوباره بازداشت شد و بعد در غرب کنگو زندانی شد. برای دولت کنگو حضور لومومبا در آنجا عامل احتمالی بی‌ثباتی انگاشته شد و به تشویق دولت بلژیک به کاتانگا منتقل شد؛ بنابراین او را در ۱۶ ژانویه ۱۹۶۱ با هواپیما به کاتانگا بردند. لومومبا در هنگام پرواز مورد حمله قرار گرفت و در بدو ورود هم او را مورد ضرب و جرح قرار دادند.

## نقشه ناکام ترور
بنابر گزارش‌هایی که در سال ۲۰۰۰ منتشر شد، دوایت آیزنهاور، رئیس جمهور ایالات متحده آمریکا، با حذف فیزیکی پاتریس لومومبا توسط سازمان سیا موافقت کرده بود؛ زیرا آمریکایی‌ها می‌ترسیدند که لومومبا به اتحاد جماهیر شوروی گرایش پیدا کند و همچنین باورهای ضد استعماری او سازش‌ناپذیر بودند. بر همین اساس دکتر گاتلیب که به خاطر فعالیت‌هایش روی نقش داروهایی چون ال‌اس‌دی در ارتش آمریکا شهرت داشت، یک تیوب خمیردندان حاوی زهر را تهیه کرد. مأموریت آلن دالس -رئیس دفتر آژانس اطلاعات مرکزی (سی.آی. اِی) این بود که راه این خمیر دندان زهرآلود را به خانه نخست‌وزیر کنگو باز کند. مأموریتی که گفته می‌شود آقای دالس از انجام آن سرباز زد و بنابر نوشته بی‌بی‌سی فارسی خمیردندان مرگ‌آور هم پس از پایان تاریخ مصرف از بستر آب‌های رودخانه کنگو سر درآورد. با ناکام ماندن این نقشه، تلاش کردند او را بدنام کنند.

## مرگ
قتل پاتریس لومومبا به شکل مستقیم به تحرکات جنگ سرد و خواست بلژیک به ادامه سلطه بلژیک بر کنگو ارتباط داشت.
او در ۱۷ ژانویه ۱۹۶۱ با حمایت ضمنی دولت بلژیک تیرباران و پیکرش در گوری کم‌عمق دفن شد. سپس پیکر او را از گور خارج کرده و ۲۰۰ کیلومتر دورتر دوباره خاک کردند. بار دیگر او نبش‌قبر شد و پس از آنکه یک کمیسر پلیس بلژیکی به نام ژرار سوته (به همراه برادرش میشل) آن را با اره تکه‌تکه کرد، آن تکه‌ها را در اسید حل کردند تا جسد وی پیدا نشود و مدرکی برای ظلم دولت بلژیک نباشد. هیچ مراسم یادبودی هم برای او برگزار نشد.

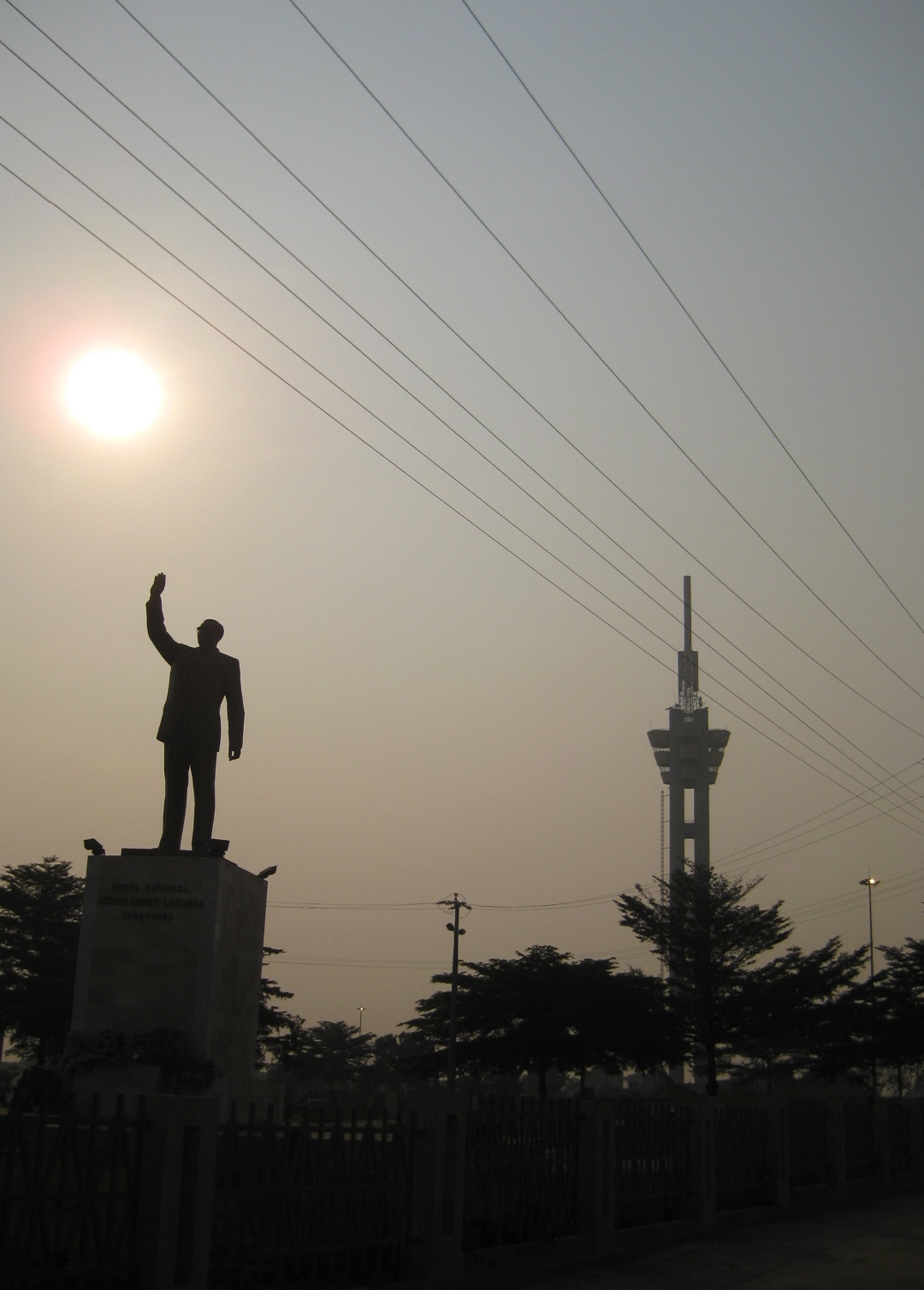
مجسمه لومومبا در کینشاسا

### ژرار سوته
در سال ۱۹۹۹ ژرار سوته که هنگام نابودی بقایای پیکر او حضور داشت و آن را مدیریت می‌کرد، اعتراف کرد که یک دندان او را برداشته است. او ادعا کرده بود که یک دندان دیگر و دو انگشت لومومبا را هم برداشته اما آنها پیدا نشده‌اند. در سال ۲۰۲۲، یک دندان با کلاهک طلا، تمام آنچه از بدن او باقی مانده بود، توسط بلژیک به جمهوری دموکراتیک کنگو و خانواده لومومبا بازگردانده شد.
تصاحب بقایای جسد قربانیان، رفتاری معمول از سوی استعمارگران اروپایی بود که بقایای اجساد را به عنوان غنیمت و به نشانه تحقیر مردمان دیگر ملت‌ها با خود به کشورشان می‌بردند.
پس از مرگ ژرار سوته، دختر او گفت که پدرش از اعتراف به کاری که مرتکب شده بود در رنج و عذاب بوده و این کار را به خواست دولت بلژیک انجام داده‌است. ولی در نامه‌ای به دولت بلژیک خواست که از خانواده لومومبا عذرخواهی شود.

### تحقیقات
در سال ۲۰۰۱ یک تحقیق نتیجه گرفت که در دهه ۱۹۶۰ هنجارهای تفکر سیاسی صحیح متفاوت بوده‌است. با وجود آن که هیچ سندی برای حکم قتل لومومبا پیدا نشده اما شماری از اعضای دولت وقت کنگو به دلیل شرایطی که به مرگ لومومبا منجر شده مسئولیت اخلاقی دارند. اما ۱۰ نفر از ۱۲ مظنون شناسایی‌شده، درگذشته‌اند و تحقیقات پس از یک دهه بسیار کند پیش می‌رود.
دادستان‌های بلژیکی قتل پاتریس لومومبا را جنایت جنگی می‌دانند.

## یادمان
متن سرود بهاران خجسته باد در همدردی با همسر پاتریس لومومبا در سال ۱۳۳۹ نوشته شد. شاعر این چکامه عبدالله بهزادی است و کرامت‌الله دانشیان بخشی از این شعر را تبدیل به سرود کرد و اسفندیار منفردزاده آن را به اجرا درآورد. همچنین خیابانی در تهران به نام وی نامگذاری شد.